# Gustav Bergmann (Wissenschaftstheoretiker)

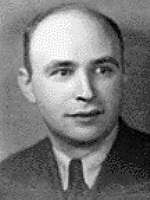
Gustav Bergmann

Gustav Bergmann (* 4. Mai 1906 in Wien; † 21. April 1987 in Iowa City, USA) war ein österreichischer Wissenschaftstheoretiker und Philosoph.

## Leben
Gustav Bergmann immatrikulierte sich nach dem Abitur zum Studium der Mathematik und Philosophie an der Universität Wien. Schon vor dem Abschluss der Promotion in Mathematik 1928 zum Thema Beiträge zur metrischen Differentialgeometrie wurde er von seinem ehemaligen Klassenkameraden Kurt Gödel in den Wiener Kreis eingeführt, wo Bergmann besonders von Moritz Schlick, Friedrich Waismann und Rudolf Carnap beeinflusst wurde. 1929 bis 1930 unterrichtete Bergmann Mathematik an der Wiener Realschule und ging in den Folgejahren nach Berlin, wo er als Assistent von Albert Einstein tätig war.
Durch die ständigen Diskriminierungen gegen Juden an deutschen Universitäten zunehmend entmutigt, ging Bergmann zurück nach Wien, wo er Rechtswissenschaft studierte und mit dem Dr. jur. abschloss. Anschließend nahm er eine Stelle in einer Anwaltskanzlei an.
Nach dem Anschluss Österreichs an Nazideutschland 1938 emigrierte Bergmann mit Hilfe Albert Einsteins und durch finanzielle Unterstützung des Wiener-Kreis-Mitgliedes Otto Neurath in die USA.
Bereits 1939 erhielt er eine Assistentenstelle beim Psychologen Kurt Lewin an der University of Iowa. Bergmann arbeitete hier an einer Untersuchung über mathematische Darstellung der Lewinschen psychologischen Feldtheorie. 1940 wurde Bergmann dann Assistant Professor, ab 1950 dann ordentlicher Professor für Philosophie und Psychologie am Department of Philosophy der University of Iowa in Iowa City. Durch seinen 1944 im Journal of Symbolic Logic veröffentlichten Aufsatz Pure Semantics, Sentences, and Propositions, der sich kritisch mit Carnaps semantischer Theorie auseinandersetzte und auf den Carnap mit der Entgegnung Hall and Bergmann on Semantics reagierte (Mind 54, 214, 1945), begann Bergmanns Abkehr vom Kreis des Logischen Empirismus: Schon der Titel von Bergmanns Duplik, A Positivistic Metaphysics of Consciousness (Mind 54, 215, 1945), drückt aus, dass Bergmann nunmehr dazu überging, Carnaps erklärtermaßen antimetaphysische Position seinerseits als eine Form von kritikwürdiger Metaphysik zu betrachten.
Besonders in den 1960er und 1970er Jahren hatte Bergmann einen großen Einfluss auf die zeitgenössische Philosophie, vor allem in den Bereichen Ontologie und Erkenntnistheorie, so dass das Philosophy Department der University of Iowa zu einem der führenden philosophischen Institute der USA wurde. Dies führte dazu, dass er hervorragende Studenten nicht nur aus den USA anzog (Laird Addis, Herbert Hochberg, Reinhardt Grossmann, L. Nathan Oaklander u. a.); aus deren Mitte bildete sich eine eigene philosophische Schule, die heute gelegentlich als „Iowa-Schule“ oder auch als die „Iowa-Realisten“ bezeichnet wird. Er wird als Erfinder des Begriffes „linguistic turn“ angesehen.
1967 wurde Gustav Bergmann zum Präsidenten der American Philosophical Association (Western Division) gewählt. 1972 wurde er mit der Carver Professur des College of Liberal Art der University of Iowa geehrt. Bergmann wurde 1974 emeritiert und starb 1987.
In der zeitgenössischen analytisch orientierten Ontologie gilt Bergmann inzwischen als Klassiker. Zu seinem 100. Geburtstag fanden internationale Kongresse in Iowa City, Paris und Rom statt. Während des Kongresses in Paris 2006 wurde die International Gustav Bergmann Society gegründet.

## Schriften
- The Philosophy of Science. Wisconsin 1966.
- The Metaphysics of Logical Positivism. Wisconsin 1954.
- Meaning and Existence. Wisconsin 1959.
- Logic and Reality. Wisconsin 1964. (online: Kapitel Realistic Postscript) (Memento vom 4. Februar 2012 im Internet Archive)
- Realism: A Critique of Brentano and Meinong. Wisconsin 1967.
- William Heald, Edwin B. Allaire (Hrsg.): New Foundations of Ontology. Wisconsin 1992.
- Erwin Tegtmeier (Hrsg.): Gustav Bergmann. Collected Papers. 3 Bände. ontos, Heusenstamm. Band I: Selected Papers 1. 2003. Band II: Selected Papers 2. 2004. Band III: Realism. 2004.